# Евграшкин, Руслан Иванович
Руслан Иванович Евграшкин (2 октября 1927 года — 12 октября 2001 года) — капитан парохода «Дмитрий Пожарский» Черноморского государственного морского пароходства Министерства морского флота СССР, Одесская область. Герой Социалистического Труда.

## Биография
Руслан Евграшкин родился 2 октября 1927 года в городе Ташкенте Узбекской ССР в рабочей семье. В 1942 году, после окончания семилетней школы, начал работать модельщиком литейного цеха паровозоремонтного завода. Одновременно учился в вечерней школе. В 1944 году поступил на работу матросом на пароход «Челено» Черноморского государственного морского пароходства, который осуществлял регулярные рейсы в Индию.
Позднее окончил мореходное училище и работал третьим, вторым и старшим помощником капитана. В 1957 году был назначен капитаном парохода «Дмитрий Пожарский». В 1959 году заочно окончил Одесское высшее инженерно-морское училище (ныне Одесская национальная морская академия). С 1959 года начал совершать рейсы на Кубу, в том числе со специальными грузами. В течение 1959 и первой половины 1960 года экипаж сверх плана перевёз 1500 тонн грузов и было сэкономлено около 200 тонн горючего, а также экипаж самостоятельно совершил ремонт судна на сумму более 150 тыс. рублей. В 1960 году экипаж парохода одним из первых в Министерстве морского флота СССР получил звание «Экипаж коммунистического труда».
3 августа 1960 года указом Президиума Верховного Совета СССР за выдающиеся успехи, достигнутые в развитии морского транспорта Руслану Ивановичу Евграшкину присвоено звание Героя Социалистического Труда с вручением ордена Ленина и золотой медали «Серп и Молот».
В 1965 году был назначен начальником управления пассажирского флота Черноморского пароходства, а с 1967 года начальник морского агентства внешнеторгового объединения «Совинфлот» в республике Куба. С 1971 по 1974 год капитан-наставник Черноморского пароходства. В 1974 году был назначен представителем советских морских пароходств в Аргентине. в 1989 году вновь начал работать капитан-наставником Черноморского пароходства, а также избирался председателем совета капитанов пароходства.
После выхода на пенсию жил в городе Одесса, Украина. Скончался 12 октября 2001 года.

## Награды
- Медаль «За трудовое отличие», 5 ноября 1954 года
- Орден Ленина, 3 августа 1960 года
- Медаль «Серп и Молот», 3 августа 1960 года
- Почётный работник морского флота СССР